# Grupo Sutton Dabbah
El Grupo Sutton o Grupo Sutton Dabbah es un grupo económico de Argentina controlado por la familia Sutton Dabbah, con inversiones principalmente en los sectores de la industria perfumista, hotelera y centros comerciales. Entre otras inversiones, es propietario del Alvear Palace Hotel, el edificio de las Galerías Pacífico y el Llao Llao Hotel & Resort. La empresa del grupo Cannon Puntana S.A. fabrica sus propias fragancias (Mujercitas, Paco y Pibes) y las fragancias de las marcas Caro Cuore, Cheeky, Gino Bogani, Paula Cahen D'Anvers y Prüne.

## Historia
El negocio familiar se inició en 1970 con la fundación de la sociedad Cannon Puntana S.A. con el fin de fabricar fragancias. En la perfumería, que es considerada por la familia como "la vaca lechera" del grupo, el grupo lidera la fabricación de fragancias en Argentina con sus marcas Mujercitas, Paco y Pibes, produciendo también las fragancias de las marcas Caro Cuore, Cheeky, Gino Bogani, Paula Cahen D'Anvers y Prüne. 
En 1983 el grupo comenzó a diversificarse ingresando el negocio hotelero, al comprar en sociedad con Mario Falak el Alvear Palace Hotel. 
En el año 2000 el grupo compró el edificio de las Galerías Pacífico en 15 millones de dólares. El edificio y el centro comercial allí ubicado estaban en poder de su socio Mario Falak desde 1989 y 1992 respectivamente. Ese mismo año el holding se asoció con IRSA, comprando por mitades el Llao Llao Hotel & Resort. 
Otras propiedades del clan Sutton Dabbah son el centro comercial Village Caballito, inaugurado en 2006; el Alvear Art Hotel, de 18.000 m² y 17 pisos, en pleno Centro, que demandó 40 millones de dólares de inversión; el Plaza Hotel de Buenos Aires, comprado en 2013 en 55 millones de dólares, y el  Alvear Icon Hotel & Residences, en Puerto Madero, que demandó 100 millones de dólares y donde se encuentra Crystal Bar, el sky-bar más imponente de Buenos Aires
En el 2019 entrega Alvear Tower, la torre residencial más alta y lujosa de Sudamérica, ubicada a solamente una cuadra del  Alvear Icon Hotel & Residences.

## Fuente